# Diogo Neves
Diogo Neves (Lisboa, 27 de Julho de 1988), é um atleta de Kickboxing português, atual campeão europeu. Ele soma, também, os títulos de tricampeão nacional, tricampeão Strikers League, 3 vezes campeão europeu e bicampeão mundial.

## Biografia
Neves começou a praticar artes marciais aos 15 anos. A 28 de maio de 2011, Diogo ganhou o primeiro grande título internacional da carreira quando, em Yerville, França, derrotou Dave Deprataeter e se sagrou Campeão Europeu de KickBoxing na categoria de -71,8 kg da World Association of KickBoxing Organization (WAKO). Mais tarde, a 15 de outubro do mesmo ano, Diogo Neves sagrou-se Campeão do Mundo de KickBoxing na categoria de -67 kg da WAKO, num combate que teve lugar em Piatra Neamt no Leste da Roménia, onde derrotou o homem da casa, Ionut Atodiresei.
Recentemente, Diogo Neves ganhou o seu terceiro título de campeão europeu, na categoria -75 kg, derrotando o suíço Quendrim Bajrami, no combate "Never Give Up IV", que teve lugar no Campo Pequeno, em Lisboa, Portugal.

## Títulos
- Tricampeão nacional
- Tricampeão Strikers League
- 3x campeão europeu
- Bicampeão mundial

## Prémios
Em 2011, Diogo Neves foi distinguido pelo Sporting Clube de Portugal com o Prémio Stromp, na categoria "Atleta do Ano".